# Claudio Suárez
Luis Claudio Suárez Sánchez, född 17 december 1968 i Texcoco, är en mexikansk före detta fotbollsspelare. Han är Mexikos meste landslagsspelare, samt den spelaren i världen med näst flest landskamper efter Egyptens Ahmed Hassan.

## Karriär

### Klubbkarriär
Claudio Suárez startade sin karriär i UNAM Pumas, där han vann ligan 1991. Under 1996 flyttade Suárez vidare till Guadalajara, där han 1997 åter vann ligan i Verano mästerskapet.
2000 flyttade Suárez till Tigres UANL, där han kom tvåa i ligan 2001 och 2003. I sin sista match för Tigres, i ett derby mot Monterrey, blev Suárez utvisad. Efter att Tigres ledning velat att Suárez skulle sluta med fotbollen och istället bli tränare i klubben så lämnade han och skrev i mars 2006 på för MLS-klubben Chivas USA.
8 mars 2009 beslutade sig Suárez för att sluta med fotbollen, efter att han inte kommit överens om ett nytt kontrakt med Chivas. Men efter bara två veckor så hade parterna enats och Suárez spelade i ett år till. 26 mars 2010 beslutade Suárez ännu en gång att gå i pension.

### Internationell karriär
Claudio Suárez deltog för Mexikos landslag under tre VM-slutspel: VM 1994, VM 1998 samt VM 2006.
25 mars 2007 blev Suárez tillsammans med Ramón Ramírez hedrade inför en träningsmatch mellan Mexiko och Paraguay på Estadio Universitario.

## Meriter

### Klubblag
UNAM Pumas
- Liga MX: 1991

Guadalajara
- Liga MX: Verano 1997

Tigres UANL
- InterLiga: 2005

### Landslag
Mexiko
- FIFA Confederations Cup: 1999
- CONCACAF Gold Cup: 1993, 1996, 1998